# Швидкороз'ємне з'єднання труб

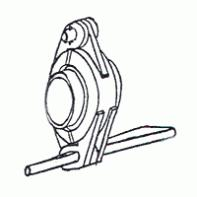

Швидкороз'ємне з'єднання — елемент з'єднання труб, шлангів та рукавів високого тиску в гідравлічних системах машин різного призначення (тракторах, екскаваторах, навантажувачах тощо). Дозволяє проводити швидку заміну робочих органів машини без втрати гідравлічної рідини і використання інструментів. Ш.з., як правило, мають спеціальні защипні пристрої та герметизуючі клапани.
ШВИДКОРОЗ'ЄМНЕ З'ЄДНАННЯ ТРУБ — безболтове з'єднання труб, котре забезпечує збирання та розбирання трубопроводів з мінімальними витратами часу. Один з варіантів конструкції складається з двох напівмуфт лівого і правого різьблення, сполучної втулки, кілець і прокладок. Стягують і підтягують з'єднання за допомогою стяжних кліщів. Основним елементом іншого варіанту є шарнірний хомут з клином, який охоплює фланці, кільце ущільнювача і за допомогою клина стягується місце стику труб. Швидкороз'ємні з'єднини труб знаходять застосування в гірничодобувній, нафтопереробній та інших галузях промисловості. Син. — швидкороз'ємна з'єднина.